# Cephalostachyum viguieri
Genre
Synonymes
Cephalostachyum viguieri est une plante de la famille des graminées de la sous-famille des Bambusoideae (bambou). Il est originaire de Madagascar où il a été récolté par René Viguier (1880-1931) qui lui a donné son nom.